# Gustav Adolf Schlemm
 Gustav Adolf Schlemm (* 17. Juni 1902 in Gießen; † 12. Juli 1987 in Wetzlar) war ein deutscher Komponist und Dirigent.

## Leben
Gustav Adolf Schlemm absolvierte zunächst eine kaufmännische Lehre und studierte danach von 1918 bis 1923 Musik an Dr. Hoch’s Konservatorium in Frankfurt am Main. Nach einem kurzen Engagement am Opernhaus in Königsberg (Preußen) ging Schlemm 1924 als Dirigent ans Theater der Stadt Münster. Von 1929 bis 1931 war er Städtischer Musikdirektor in Herford. Danach wechselte er als Chefdirigent ans Landestheater in Meiningen, wurde dort aber entlassen, weil er jüdische Komponisten spielte und „unerwünschte“ Solisten engagierte. Zum 1. Mai 1933 trat er der NSDAP bei, wurde aber spätestens 1934 gestrichen. Zwischen 1933 und 1935 schlug er sich mit Gelegenheitsarbeiten für die in Berlin ansässigen Rundfunksender durch. 1935 verpflichtete ihn der Sender Hamburg für zwei Jahre. Danach widmete er sich zunehmend seinem kompositorischen Schaffen, war aber auch noch als Gastdirigent unterwegs; vor allem war er einer der ersten Dirigenten beim Fernsehsender Paul Nipkow. Daraus entwickelte sich eine Tätigkeit als Filmkomponist. Schlemm stand 1944 in der Gottbegnadeten-Liste des Reichsministeriums für Volksaufklärung und Propaganda.
Nach Kriegsende lebte Schlemm – mit Unterbrechungen – in Wetzlar und gründete dort die Singakademie und das Symphonieorchester. 1970 erhielt er das Bundesverdienstkreuz 1. Klasse.

## Werke (Auswahl)
- Passacaglia für Klavier, 1923
- Ballettmusik für Orchester, 1925
- Der 133. Psalm für gem. Chor, Streicher o. Orgel, 1927
- Passacaglia für gr. Orchester, 1929
- Suite für Klavier und Streichorchester, 1931
- Große Messe für Chor und Orchester, 1932
- Sonatine für Oboe und Klavier, 1933
- Christgeburtskantate für Sopran und Klavier, 1934
- Sonate für Viola und Klavier, 1934
- Pastorale und Scherzo für Oboe und Streichquartett, 1936
- Sinfonietta für großes Orchester, 1936
- Ballettmusik für großes Orchester, 1937
- Polka – fughetta für großes Orchester, 1938
- Serenade für Orchester, 1939
- Drei Klavierstücke, 1940
- Konzert für Violine und Orchester, 1941
- 1. Symphonie für großes Orchester, 1942
- Schwarzwälder Masken, Ballett für großes Orchester, 1943
- Konzert für Klavier und Orchester, 1944
- 2. Symphonie für großes Orchester, 1945
- Konzert für Violoncello und Orchester, 1946
- Divertimento für Violine und Harfe, 1947
- Sinfonia ecclesiastica für Streichorchester, 1948
- Suite für Klavier und Streichorchester, 1949
- Media in vita, Oratorium f. gem. Chor, Sopran, Alt, Bass-Soli und gr. Orchester, 1950
- Das Buch vom Widerhall, 20 Lieder für Bariton und Klavier, 1952
- Divertimento für Violoncello und Klavier
- Orgel-Violin-Sonate ca. 1950 Uraufführung Radio Frankfurt a. M. mit Karl Tittel
- Sieben Klavierstücke nach einer Passion von Dürer, 1954
- Christ ist erstanden, für gemischten Chor und Streichorchester, 1956
- Der unerwartete Besuch, heitere Ouvertüre für großes Orchester, 1957
- Toccata con Fuga für großes Orchester, 1958
- Iberiana, Spanische Suite für großes Orchester, 1959
- Schmollwinkel für großes Orchester, 1959
- Duo für Viola und Violoncello, 1960
- Pizzicato und Berceuse für Streichorchester, 1961
- Bremen Suite für großes Orchester, 1962
- Tanzbilder „Maiken“ für Orchester, 1963
- 4 Provencalische Tänze für großes Orchester, 1964
- Romanze für Horn und kleines Orchester, 1965
- Boulevard-Skizze, Scherzo-Intermezzo für großes Orchester, 1966
- Romantisches Konzert für Horn und Orchester, 1967
- „Der Kaiser“, Musikalische Chronik in zehn Bildern für großes Orchester, Chor und 19 Solisten, 1967. Libretto Werner Pusch. Uraufführung Wetzlar 2012
- Elegie für Engl. Horn, Harfe und Streicher, 1969
- Scherzo für Violine und Klavier
- Drei Reuter Lieder für gem. Chöre mit Klavierbegleitung, 1973
- Cabaletta für Solovioline und Klavier